# Manio Tulio Longo
Manio Tulio Longo  fue un político y militar romano del siglo V a. C. perteneciente a la gens Tulia. Algunas fuentes le dan el cognomen Tolerino.

## Carrera pública
Alcanzó el consulado en el año 500 a. C. durante el cual ocurrió la rebelión de Fidenas. Tulio se ocupó de sofocarla con éxito, pero en la parada triunfal sufrió un accidente de cuyas heridas murió a los tres días.